# Alexander (computerspel)
Alexander is een real-time strategy-spel voor Microsoft Windows, ontwikkeld door GSC Game World en uitgegeven door Ubisoft. Het spel is gebaseerd op de gelijknamige film, geregisseerd door Oliver Stone. Alexander lijkt qua gameplay veel op de Age of Empires-serie.

## Ontvangst
| Recensiescore       | Recensiescore |
| Recensieverzamelaar | Score         |
| ------------------- | ------------- |
| GameRankings        | 56,81%        |
| Metacritic          | 56 van 100    |
| Publicist           | Score         |
| 1UP.com             | C             |
| Eurogamer           | 4             |
| GameSpot            | 5,2           |
| GameSpy             | 3             |
| IGN                 | 7             |

De recensies over Alexander zijn verdeeld, en lopen uiteen tussen een 3 tot een 7. GameSpy zei over het spel: "Alexander isn't a matter of taste; it's a matter of functional incapacity." ("Alexander is geen kwestie van smaak, maar een kwestie van functionele mankementen.").
Over de kunstmatige intelligentie zei 1UP.com: "The enemy AI tends to be pathetically stupid. Whole garrisons of enemies stand around waiting for you to attack, and when you do they simply charge your men and chaos ensues." ("De vijandelijke AI is vaak hopeloos dom. Hele groeperingen vijanden staan te wachten voor je om aan te vallen en wanneer je dat doet rennen ze simpelweg op je mannen af waardoor chaos ontstaat).